# París-Niza 1956
La París-Niza 1956 fue la 14.ª edición de la París-Niza, que se disputó entre el 13 y el 17 de marzo de 1956. La carrera fue ganada por el belga Alfred de Bruyne, del equipo Mercier-BP, por delante de los franceses del conjunto Saint Raphael-Geminiani Pierre Barbotin y François Mahé. El conjunto Saint Raphael-Geminiani se impuso en la clasificación por equipos.
Inicialmente se creó una clasificación de metas volantes pero al final no se puso en práctica.

## Participantes
En esta edición de la París-Niza tomaron la salida 87 corredores divididos en 11 equipos: Mercier-BP, Nivea-Fuchs, Elve-Peugeot, Arbos-Bif-Clement, Faema-Van Hauwaert, Helyett-Felix Potin- ACBB, Rochet, Bertin, Saint Raphael-Geminiani, Follis y Alcyon. La prueba la acabaron 44 corredores.

## Resultados de las etapas
| Etapas                 | Fecha       | Recorrido              | Km     | Vencedor de etapa | Líder de la general |
| ---------------------- | ----------- | ---------------------- | ------ | ----------------- | ------------------- |
| 1ª etapa               | 13 de marzo | París - Clamecy        | 195 km | Alfred de Bruyne  | Alfred de Bruyne    |
| 2ª etapa               | 14 de marzo | Clamecy - Santo-Etiève | 279 km | Germain Derijcke  | Germain Derijcke    |
| 3ª etapa               | 15 de marzo | Santo-Etiève - Vergèze | 250 km | Germain Derijcke  | Germain Derijcke    |
| 4.ª etapa, 1.er sector | 16 de marzo | Nimes - Ate            | 90 km  | Camille Huyghe    | Germain Derijcke    |
| 4.ª etapa, 2.º sector  | 16 de marzo | Ate-Manosque (CRI)     | 52 km  | Alfred de Bruyne  | Alfred de Bruyne    |
| 5.ª etapa              | 17 de marzo | Manosque - Niza        | 238 km | Renato Ponzini    | Alfred de Bruyne    |

## Etapas

### 1ª etapa
13-03-1956. París - Clamecy, 195 km.
Salida neutralizada: A la Place de la Nation de París
Salida real: Créteil.
|   | Ciclista          | Equipo                  | Tiempo     |
| - | ----------------- | ----------------------- | ---------- |
| 1 | Alfred de Bruyne  | Mercier-BP              | 5h 00' 22" |
| 2 | Eugenio Bertoglio | Arbos-Bif-Clemente      | m. t.      |
| 3 | François Mahé     | Saint Raphale-Geminiani | m. t.      |

### 2ª etapa
14-03-1956. Nevers - Santo-Etiève, 279 km.
|   | Ciclista         | Equipo                   | Tiempo     |
| - | ---------------- | ------------------------ | ---------- |
| 1 | Germain Derijcke | Faema-Van Hauwaert       | 7h 54' 13" |
| 2 | Rik van Looy     | Faema-Van Hauwaert       | + 37"      |
| 3 | Seamus Elliott   | Helyett-Felix-Potin-ACBB | m. t.      |

### 3ª etapa
15-03-1956. Santo-Etiève - Vergèze, 250 km.
Jacques Anquetil pierde 20 minutos debido a dos caídas y un paso a nivel cerrado.
|   | Ciclista         | Equipo             | Tiempo     |
| - | ---------------- | ------------------ | ---------- |
| 1 | Germain Derijcke | Faema-Van Hauwaert | 6h 31' 32" |
| 2 | Alfred de Bruyne | Mercier-BP         | m. t.      |
| 3 | Georges Gay      | Rochet             | m. t.      |

### 4ª etapa, 1º sector
16-03-1956. Nîmes - Ate, 90 km.
|   | Ciclista       | Equipo                   | Tiempo     |
| - | -------------- | ------------------------ | ---------- |
| 1 | Camille Huyghe | Bertin                   | 2h 17' 55" |
| 2 | Gilbert Desmet | Bertin                   | m. t.      |
| 3 | Seamus Elliott | Helyett-Felix Potin-ACBB | m. t.      |

### 4.ª etapa, 2.º sector
16-03-1956. Ate - Manosque, 52 km. (CRI)
La llegada se situó a la cumbre de Mont Dore.
|   | Ciclista         | Equipo                   | Tiempo     |
| - | ---------------- | ------------------------ | ---------- |
| 1 | Alfred de Bruyne | Mercier-BP               | 1h 27' 18" |
| 2 | Pierre Barbotin  | Saint Raphael-Geminiani  | + 2' 28"   |
| 3 | Seamus Elliott   | Helyett-Felix Potin-ACBB | + 4' 08"   |

### 5ª etapa
17-03-1956. Manosque - Niza, 238 km.
El equipo Faema-Van Hauwaert no toma la salida por cuestiones meteorológicas.
La subida al col de Illoire se hace sobre una carretera helada.
|   | Ciclista        | Equipo             | Tiempo     |
| - | --------------- | ------------------ | ---------- |
| 1 | Renato Ponzini  | Arbos-Bif-Clemente | 7h 08' 18" |
| 2 | René Privado    | Mercier-BP         | m. t.      |
| 3 | Désiré Keteleer | Faema-Van Hauwaert | m. t.      |

## Clasificaciones finales

### Clasificación general
|    | Ciclista         | Equipo                  | Tiempo      |
| -- | ---------------- | ----------------------- | ----------- |
| 1  | Alfred de Bruyne | Mercier-BP              | 30h 23' 23" |
| 2  | Pierre Barbotin  | Saint Raphael-Geminiani | + 3' 58"    |
| 3  | François Mahé    | Saint Raphael-Geminiani | + 4' 36"    |
| 4  | Georges Meunier  | Rochet                  | + 6' 47"    |
| 5  | Camille Huyghe   | Bertin                  | + 6' 58"    |
| 6  | Jozef Verhelst   | Faema-Van Hauwaert      | + 7' 08"    |
| 7  | Gianni Ferlenghi | Arbos-Bif-Clemente      | + 7' 52"    |
| 8  | Jean Dotto       | Saint Raphael-Geminiani | + 7' 55"    |
| 9  | René Privado     | Mercier-BP              | + 8' 24"    |
| 10 | Jean Forestier   | Follis                  | + 8' 30"    |

## Evolución de las clasificaciones
| Etapa(Vencedor)                        | Clasificación general |
| -------------------------------------- | --------------------- |
| Etapa 1 (Alfred de Bruyne)             | Alfred de Bruyne      |
| Etapa 2 (Germain Derijcke)             | Germain Derijcke      |
| Etapa 3 (Germain Derijcke)             | Germain Derijcke      |
| Etapa 4, 1.er sector (Camille Hyughe)  | Germain Derijcke      |
| Etapa 4, 2.º sector (Alfred de Bruyne) | Alfred de Bruyne      |
| Etapa 5 (Renato Ponzini)               | Alfred de Bruyne      |